# 大和田智子
大和田 智子（おおわだ ともこ、1941年3月15日 - ）は、日本のフェンシング選手、指導者。宮城県生まれ。

## 来歴
気仙沼市出身。宮城県鼎が浦高等学校、専修大学卒業。
鼎が浦高校での指導者は、本吉町(現 気仙沼市)出身で1958年 全日本選手権優勝の千葉卓朗であった。
1964年 全日本選手権女子フルーレ優勝、　同年 第18回オリンピック東京大会フェンシング女子フルーレ個人・団体に出場。専修大学からは小森芳江もフルーレ個人に出場した。
その後は、専修大学フェンシング部 女子監督に就任。後進の指導にあたり、2004年に功労賞（各競技団体主催の公式大会で、各部を団体優勝に導いた部長、監督に贈られる）を受賞。TOL会（Total Olympic Ladies）幹事（1985年10月発足）。2020東京オリンピック招致活動においては柔道の山口香、新体操の秋山エリカ、体操の具志堅幸司らと共に招致活動を行った。

## 主な成績
1964年 全日本フェンシング選手権大会フルーレ優勝 
1964年 東京オリンピックフェンシング女子フルーレ個人、フルーレ団体　ともに予選敗退